# Pseudomyrmex elongatus
Pseudomyrmex elongatus är en myrart som först beskrevs av Mayr 1870.  Pseudomyrmex elongatus ingår i släktet Pseudomyrmex och familjen myror. Inga underarter finns listade i Catalogue of Life.

## Bildgalleri

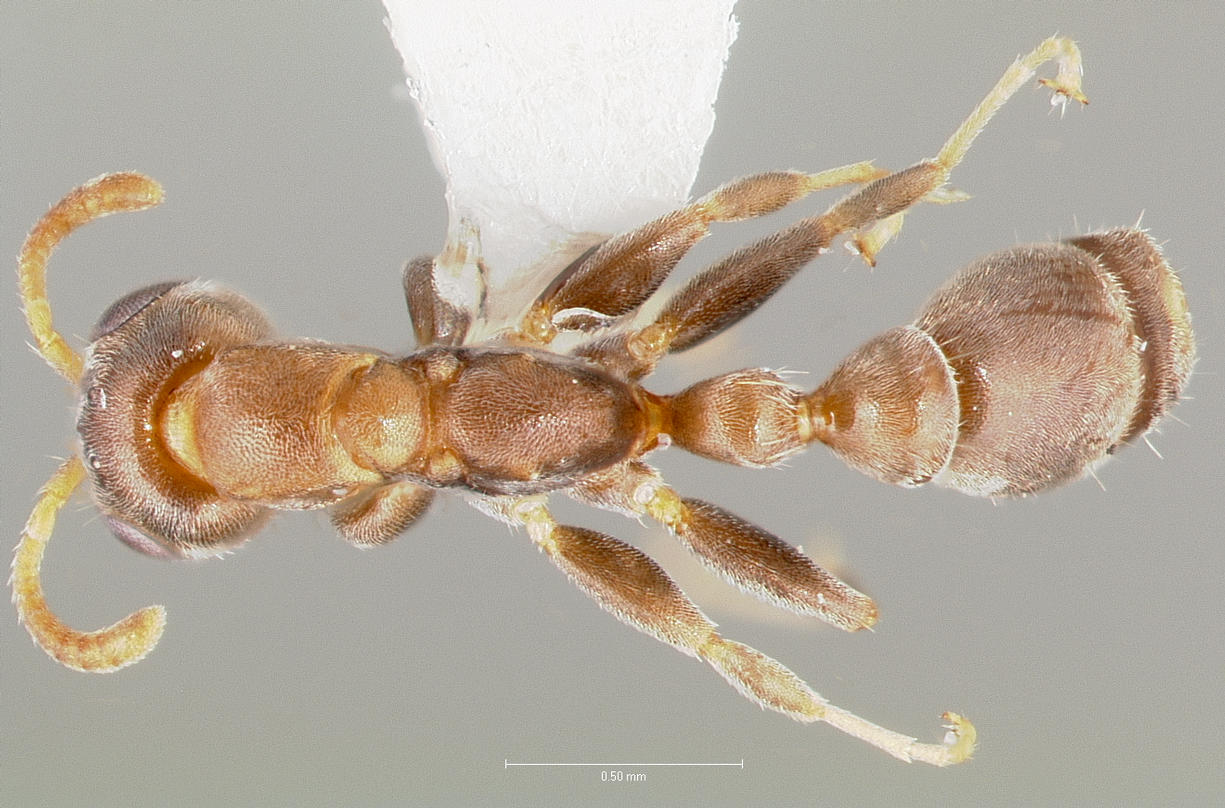
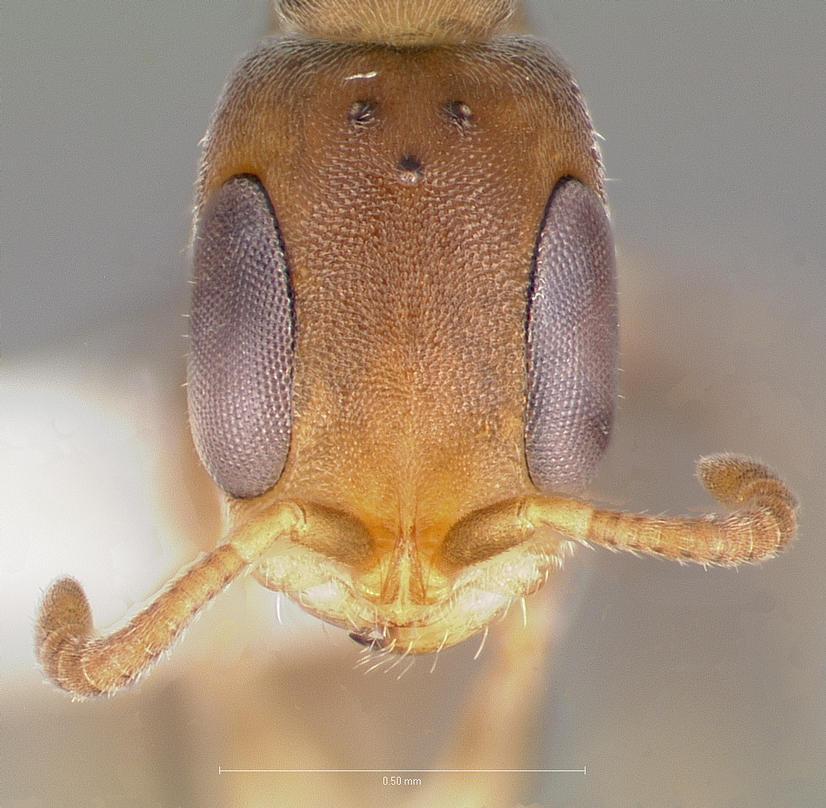
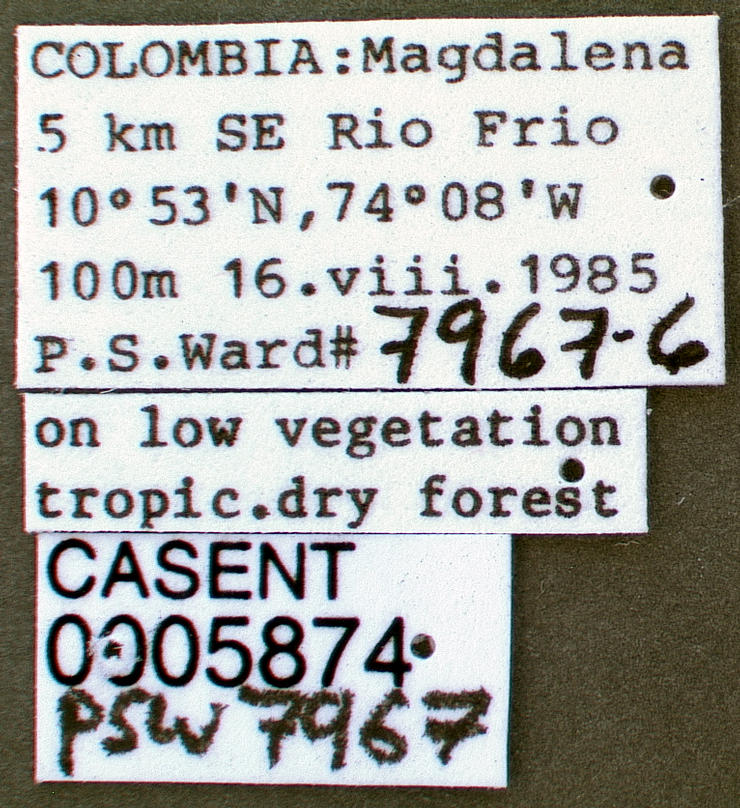
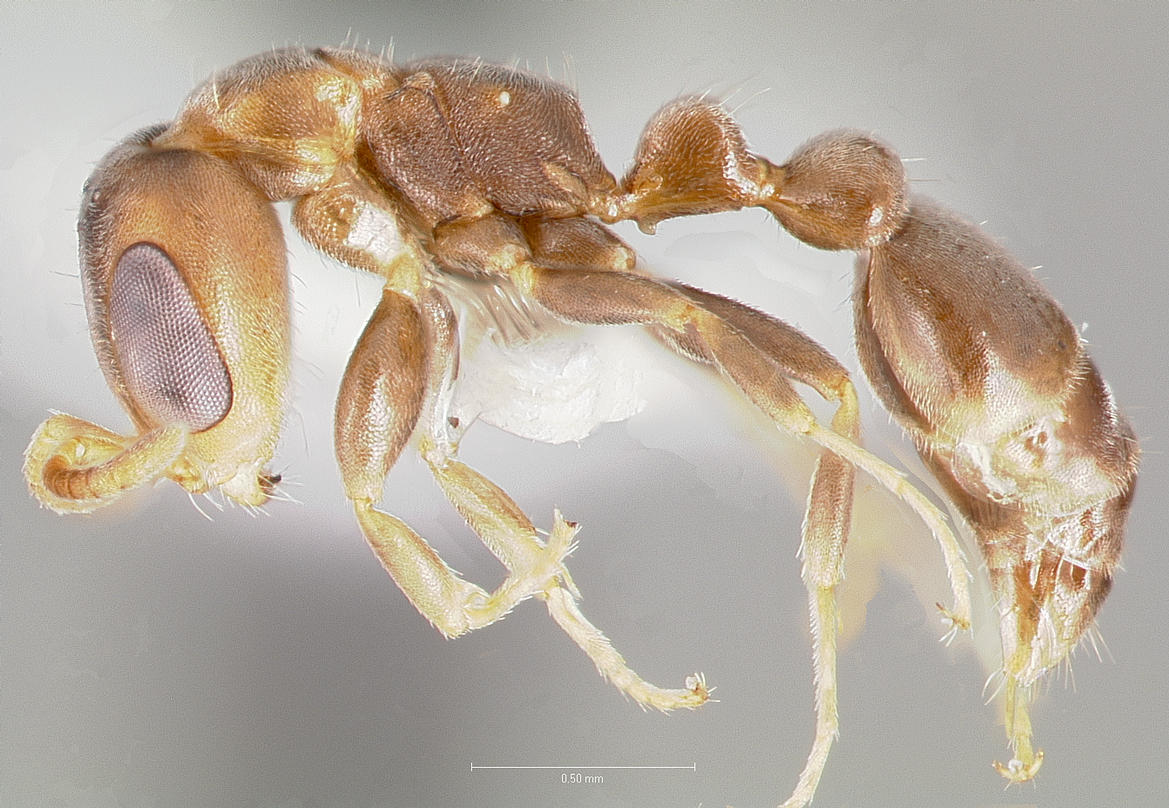
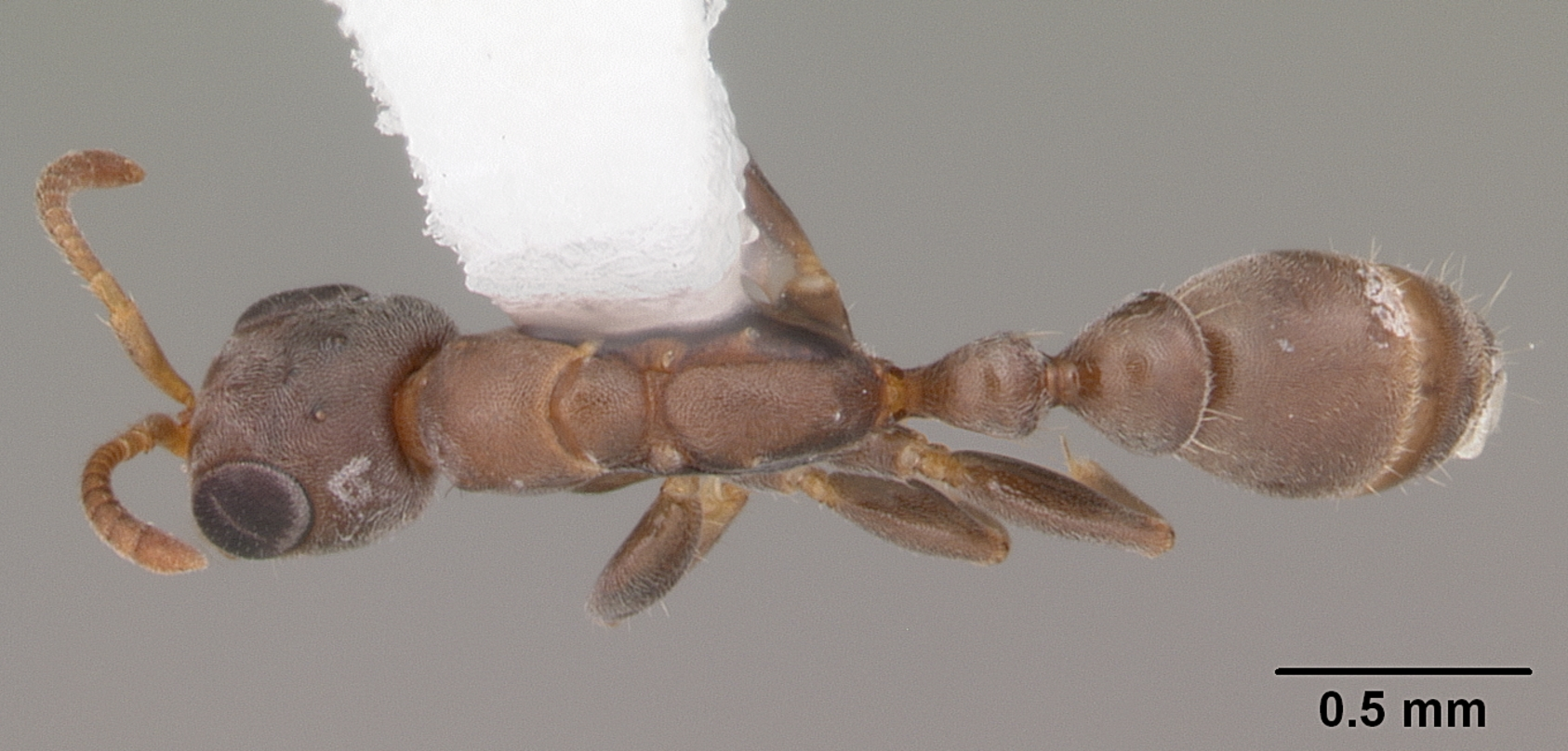
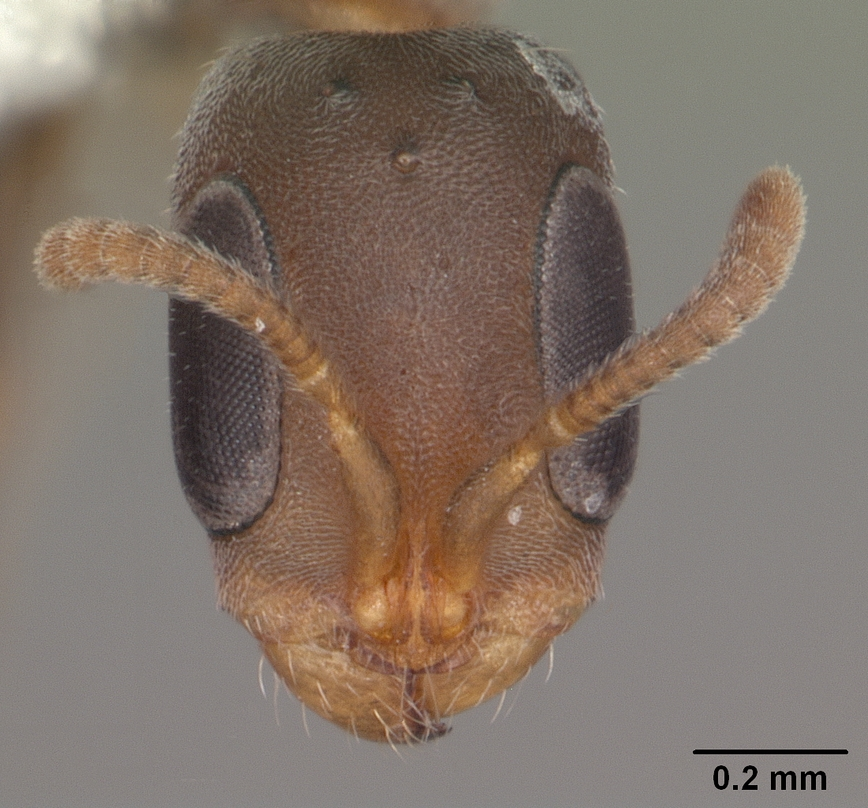